# Bou (Malba)
Pour les articles homonymes, voir Bou.
Bou  est une commune rurale située dans le département de Malba de la province du Poni dans la région Sud-Ouest au Burkina Faso.

## Géographie
Bou est situé à une dizaine de kilomètres du chef-lieu Malba.

## Économie
L'économie du village repose en grande partie sur l'agriculture.

## Santé et éducation
Le centre de soins le plus proche de Bou est le centre de santé et de promotion sociale (CSPS) de Malba tandis que le centre hospitalier régional (CHR) de la province se trouve à Gaoua.